# Železniční trať Svitavy – Žďárec u Skutče
Železniční trať Svitavy – Žďárec u Skutče (v jízdním řádu pro cestující označená číslem 261). Tato jednokolejná regionální trať vede ze Svitav přes Poličku do Žďárce u Skutče. Provoz na trati byl zahájen v letech 1896 (Svitavy–Polička) a 1897 (zbytek trati Polička–Skuteč, dnes Žďárec u Skutče).
24. června 1995 došlo u Krouny k jedné z nejtragičtějších českých železničních nehod konce 20. století.

## Provoz
V provozu jsou motorové osobní vlaky, nákladní doprava je slabá.
V roce 2011 Pardubický kraj v rámci tzv. optimalizace dopravy po jednání s obcemi rozhodl o zastavení osobní dopravy v úseku Žďárec u Skutče – Pustá Kamenice; zachován zde byl pouze sporadický rekreační provoz o víkendech. Rozhodnutí přišlo pouhý půlrok po nákladné rekonstrukci a tzv. racionalizaci trati (2008–2010). OREDO pro období jízdního řádu 2012 (tj. od 11. prosince 2011) objednalo v závazku veřejné služby v úseku Pustá Kamenice – Žďárec u Skutče pouze tři páry víkendových spojů.
Po krajských volbách 2012 kraj změnil koncepci a v roce 2013 opět objednal každodenní provoz i v dotčeném úseku, ovšem ve značně omezeném rozsahu. Mezi Svitavami a Poličkou bylo obnoveno zastavování osobních vlaků v některých zastávkách, které vlaky po optimalizaci dopravy 2011 projížděly.

## Navazující tratě
- Svitavy
  - Železniční trať Brno – Česká Třebová
- Žďárec u Skutče
  - Železniční trať Pardubice – Havlíčkův Brod

## Galerie

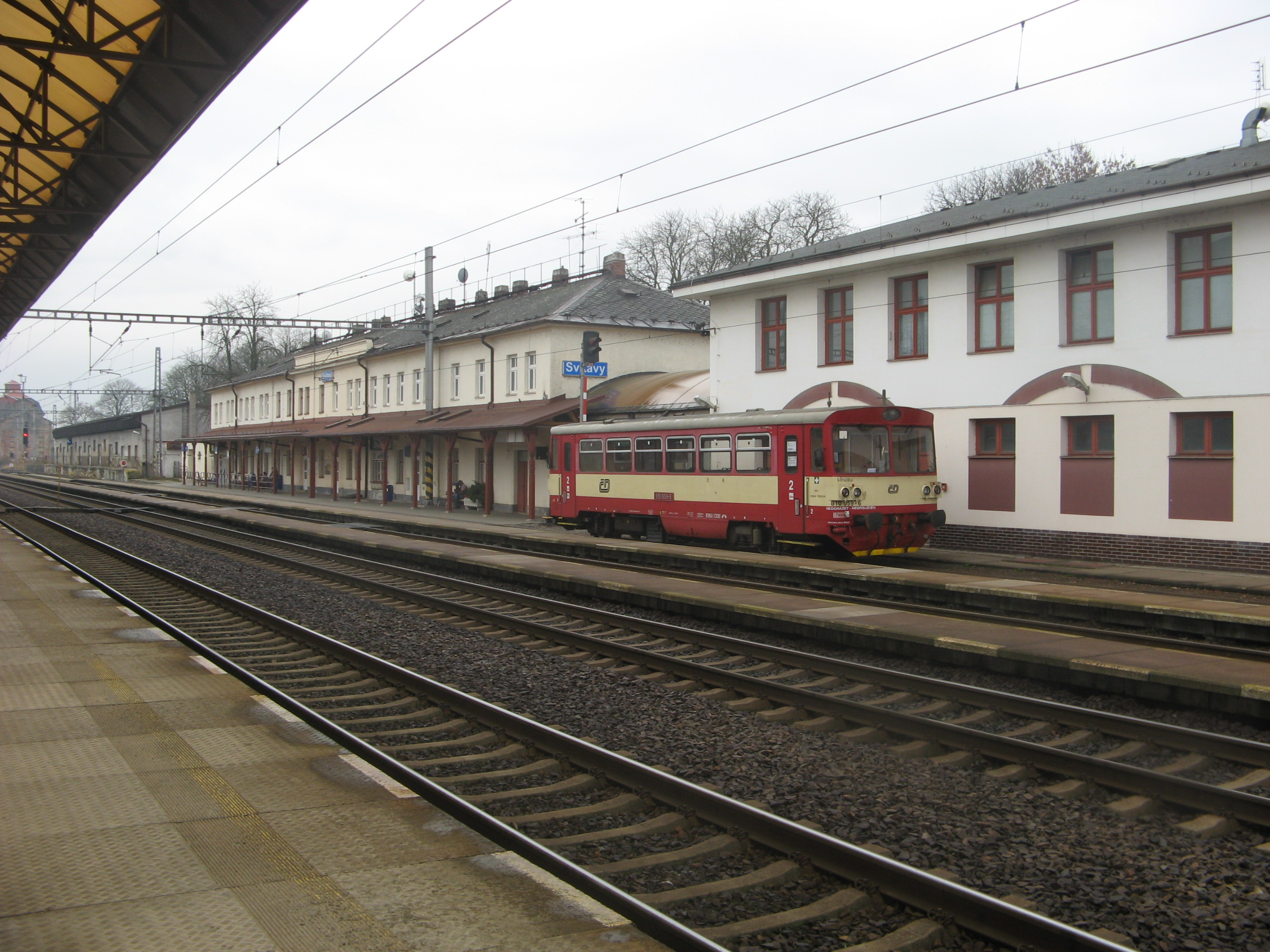
Železniční stanice Svitavy
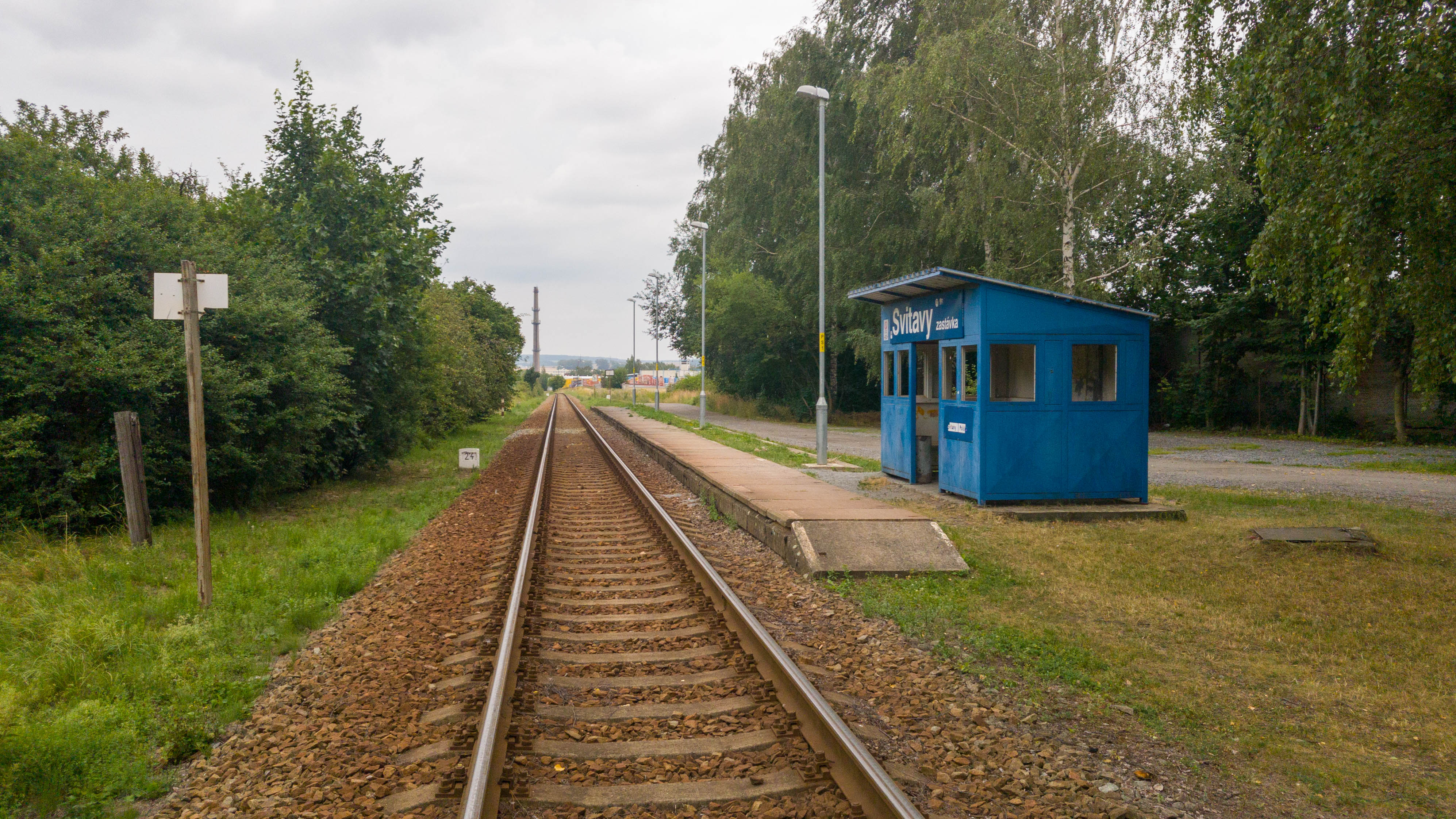
Železniční zastávka Svitavy zastávka
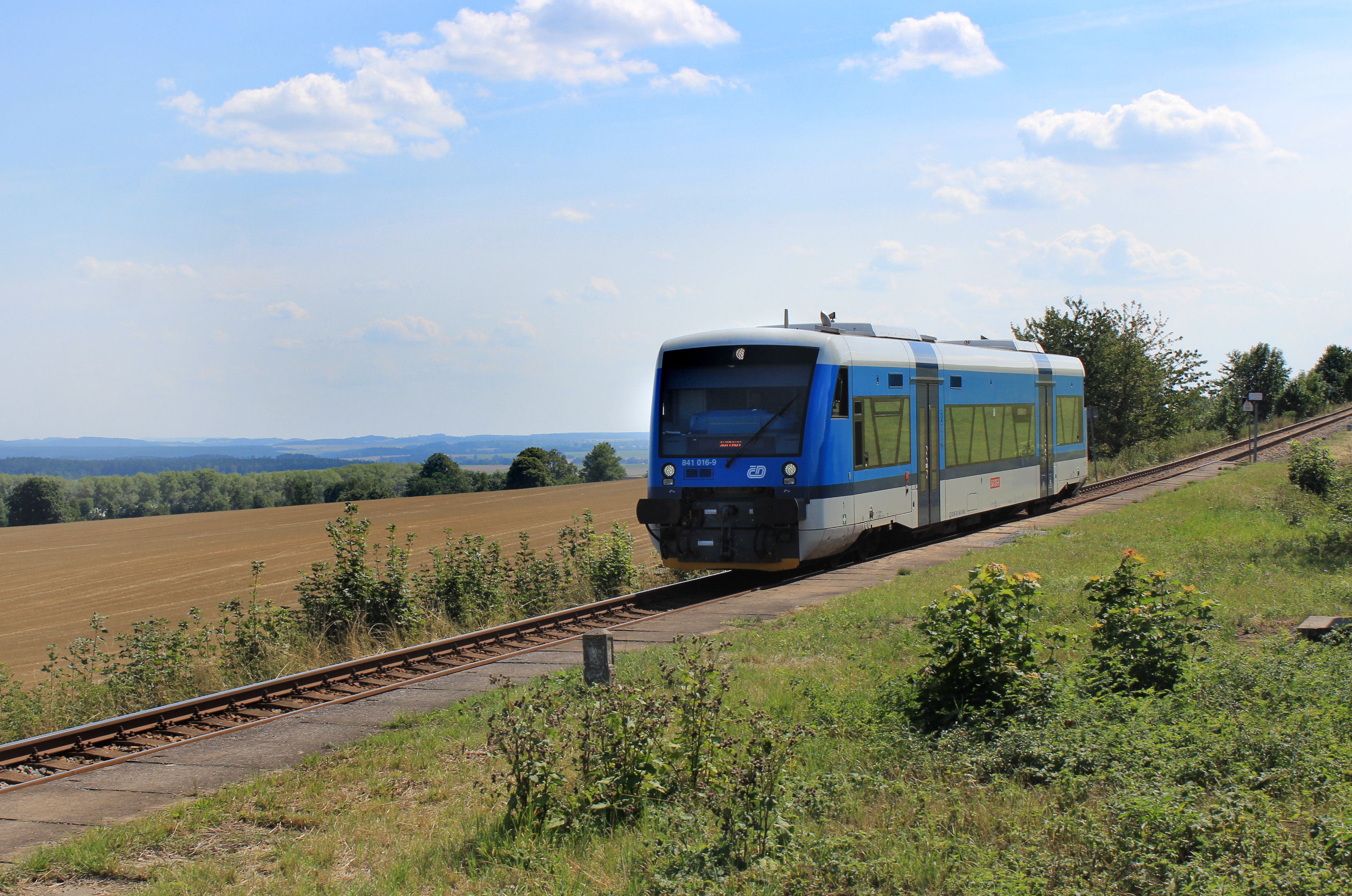
Železniční zastávka Vendolí
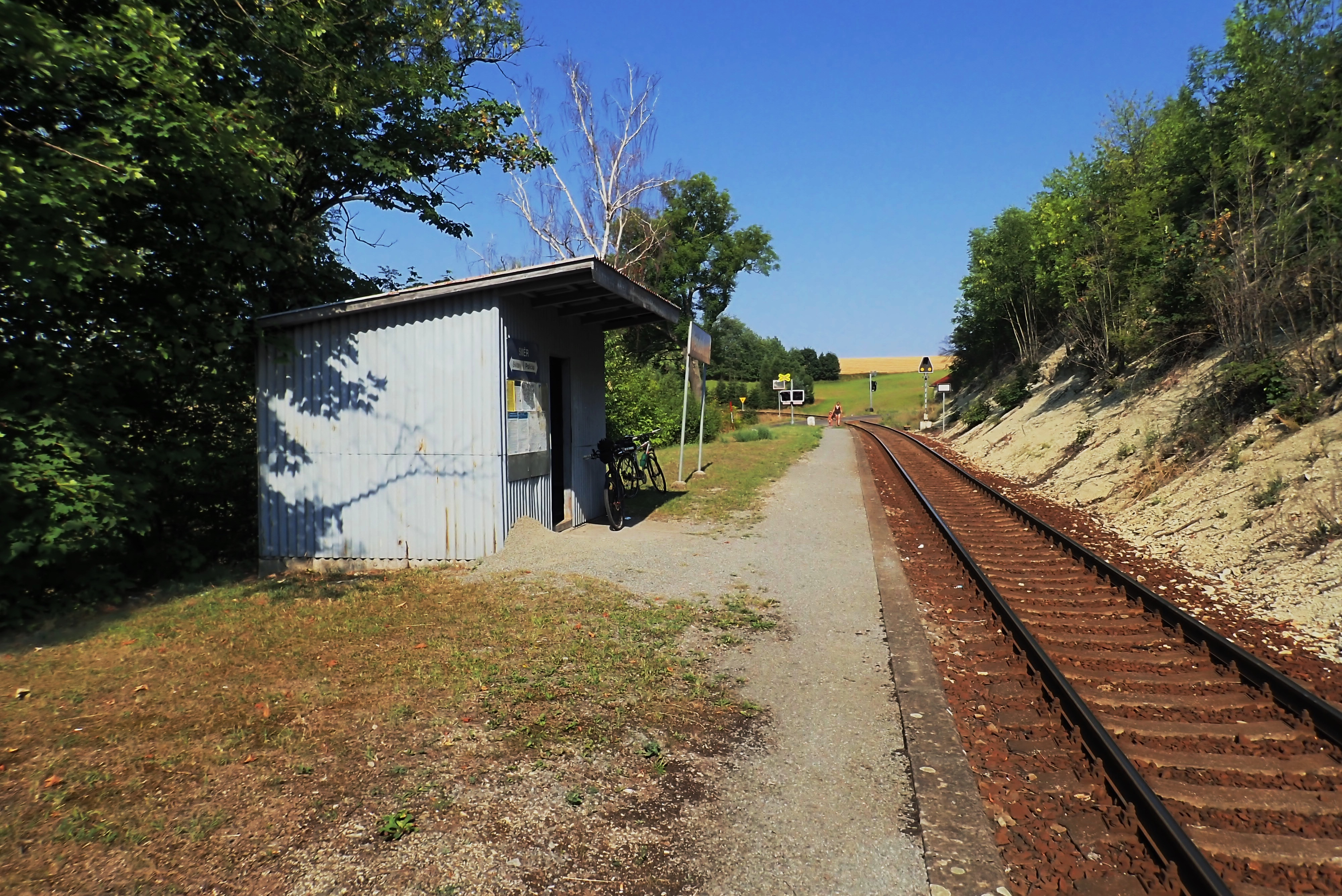
Železniční zastávka Vendolí zastávka
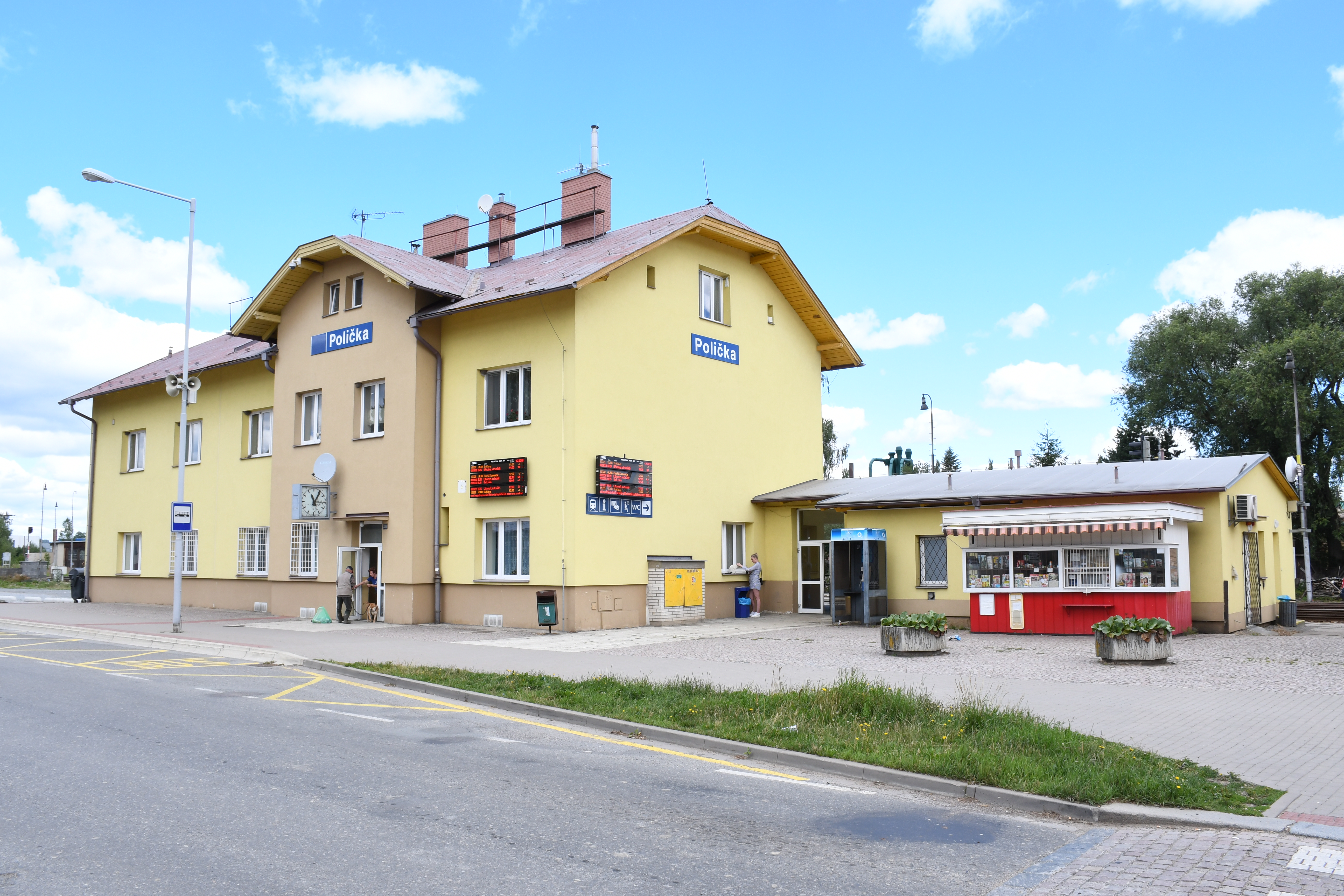
Železniční stanice Polička
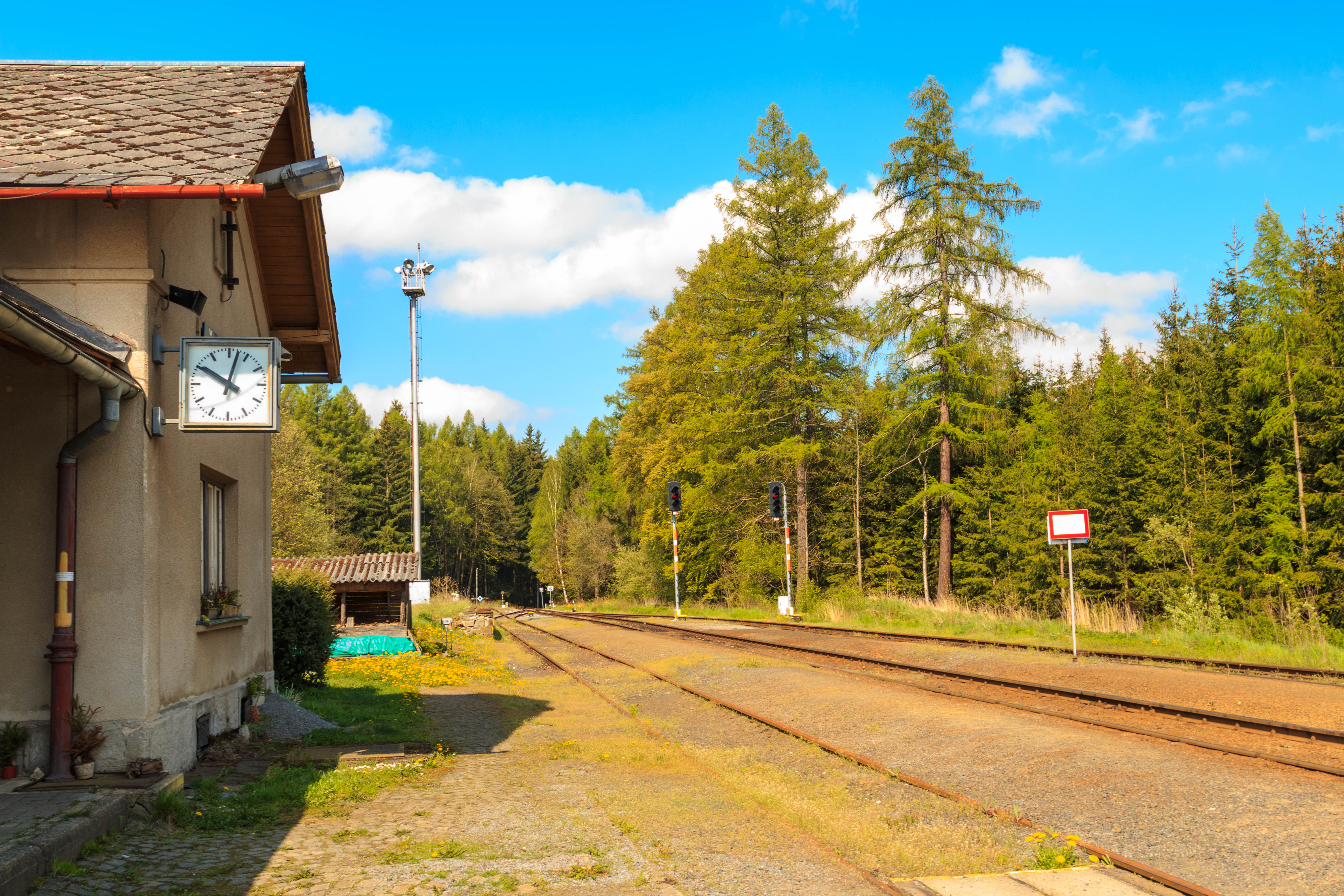
Železniční stanice Čachnov
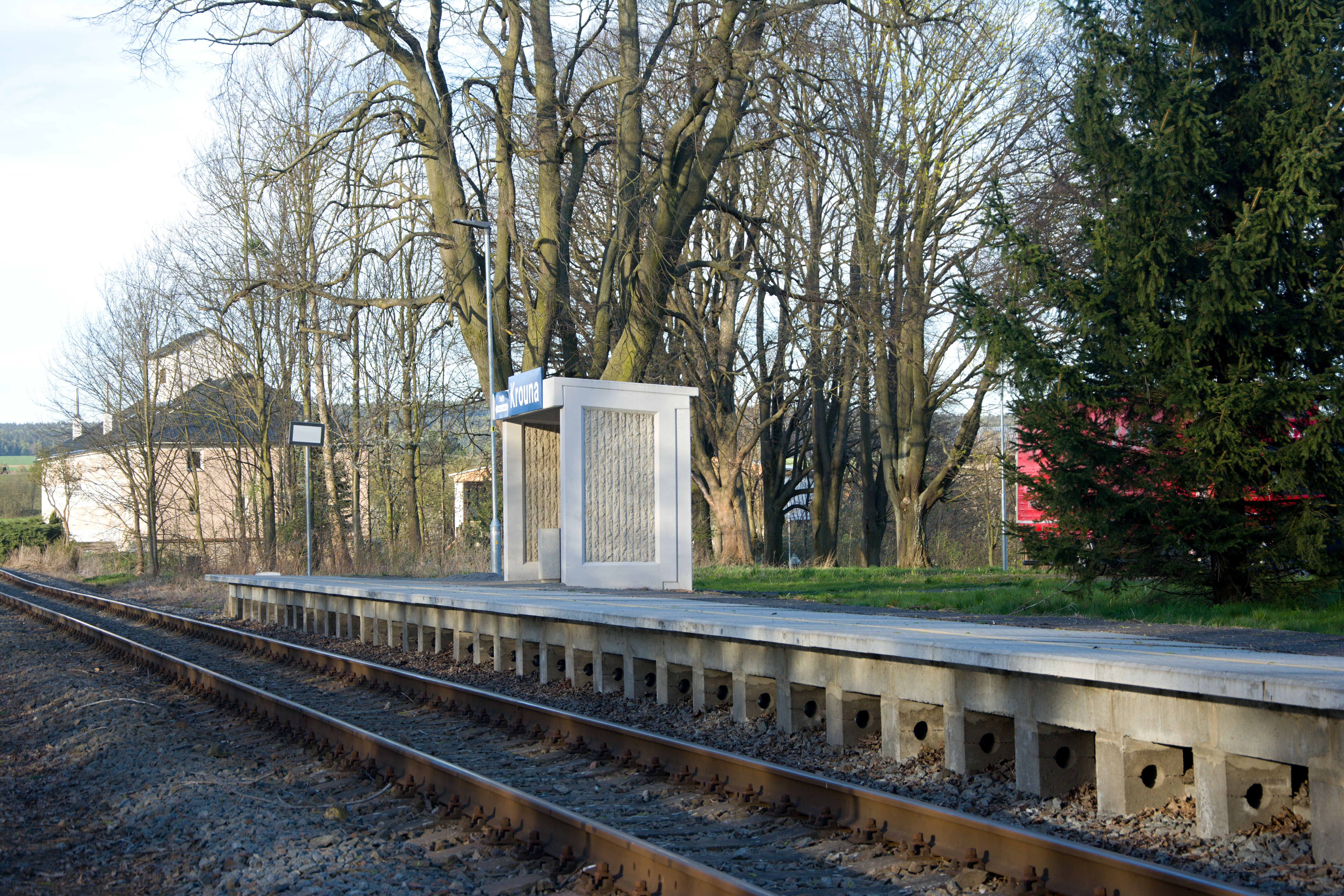
Zastávka Krouna
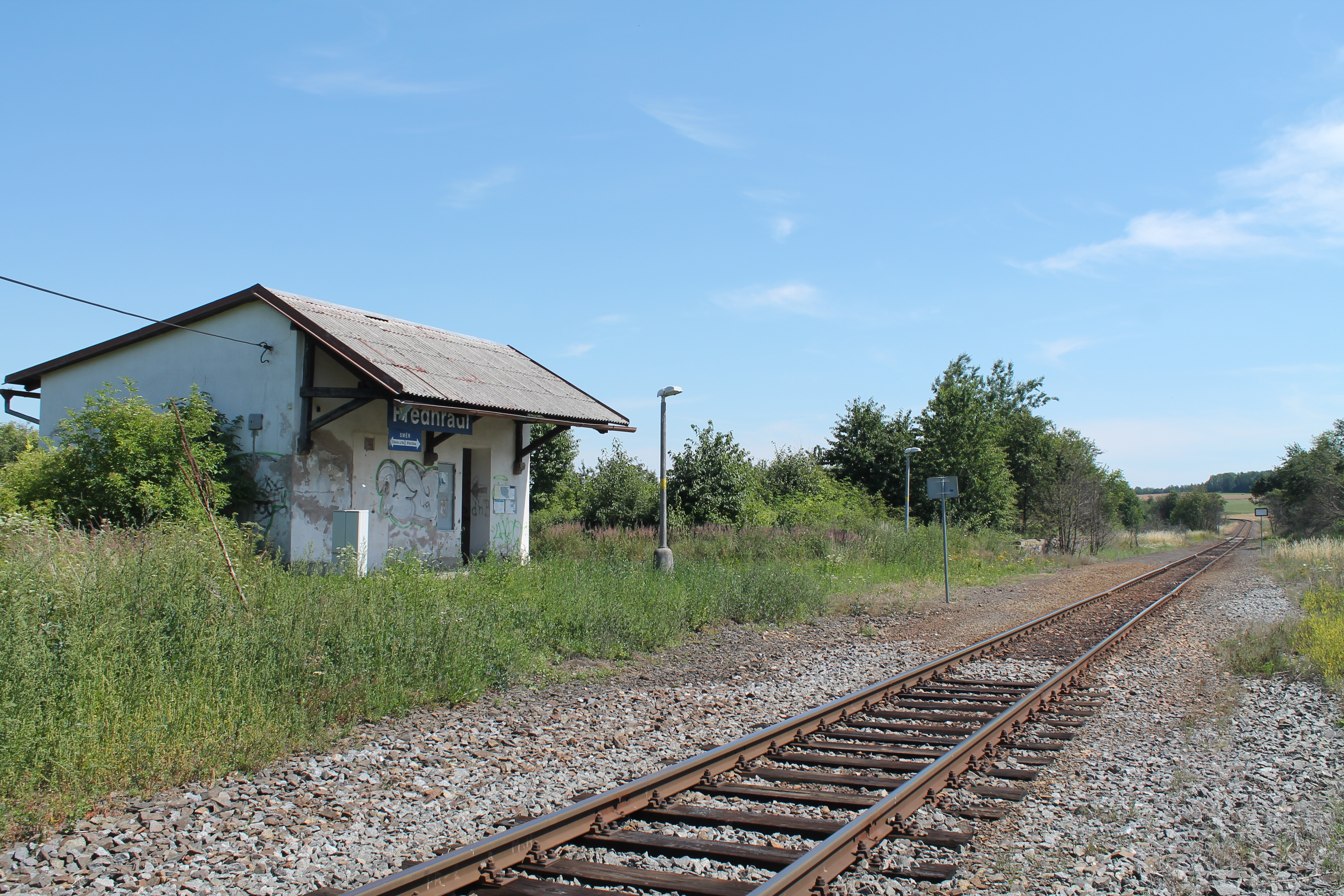
Železniční zastávka Předhradí
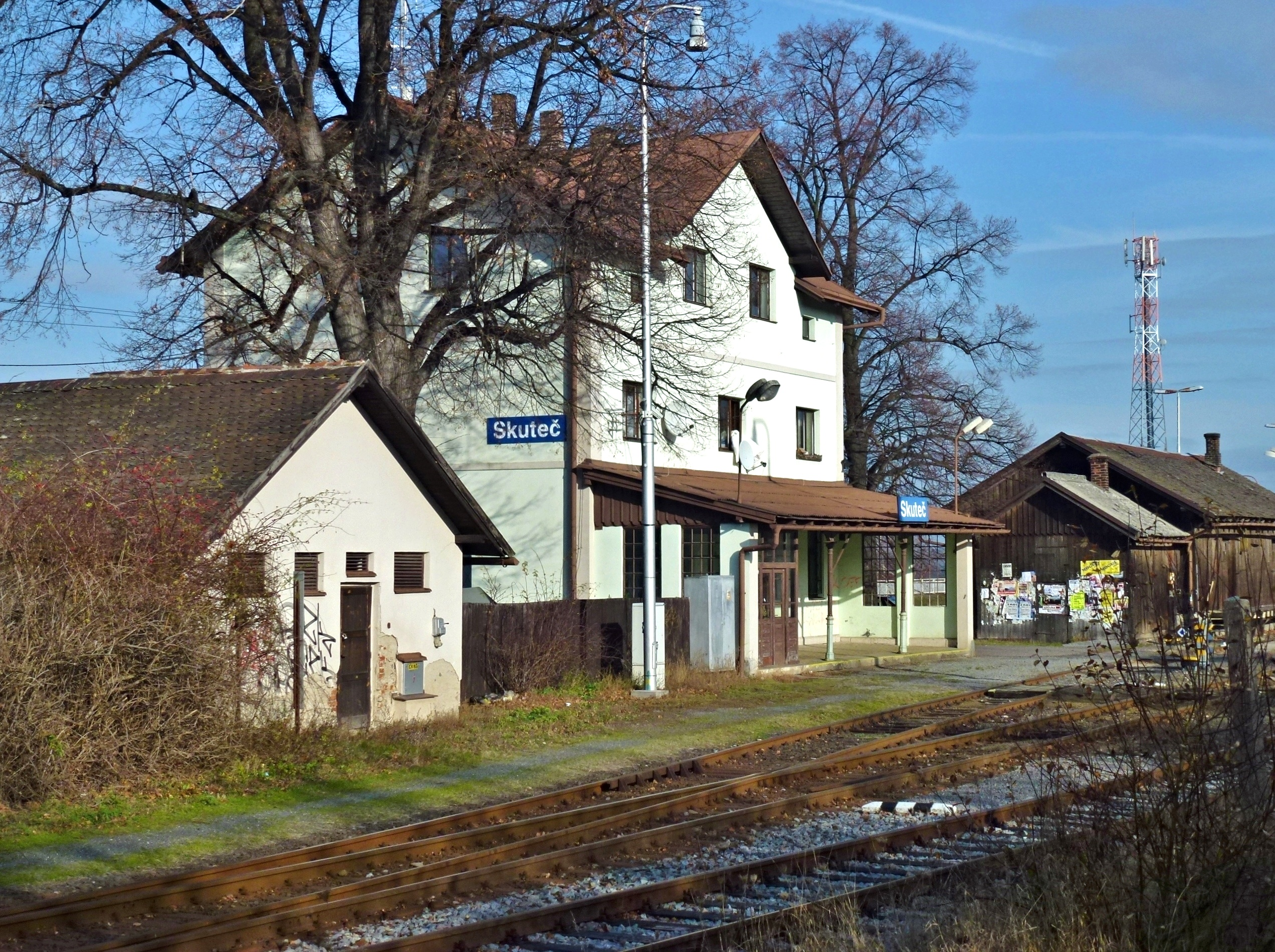
Železniční stanice Skuteč
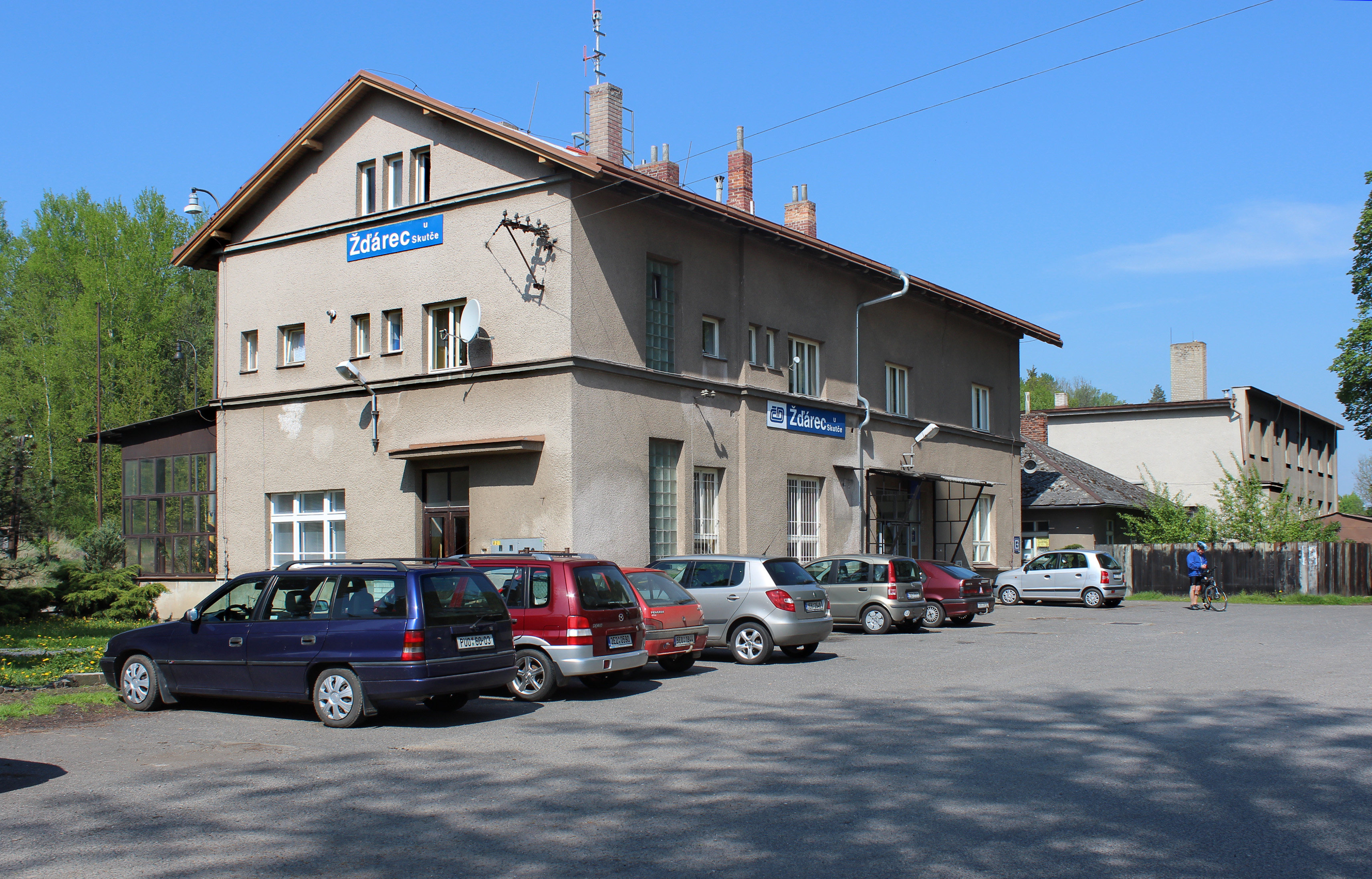
Železniční stanice Žďárec u Skutče
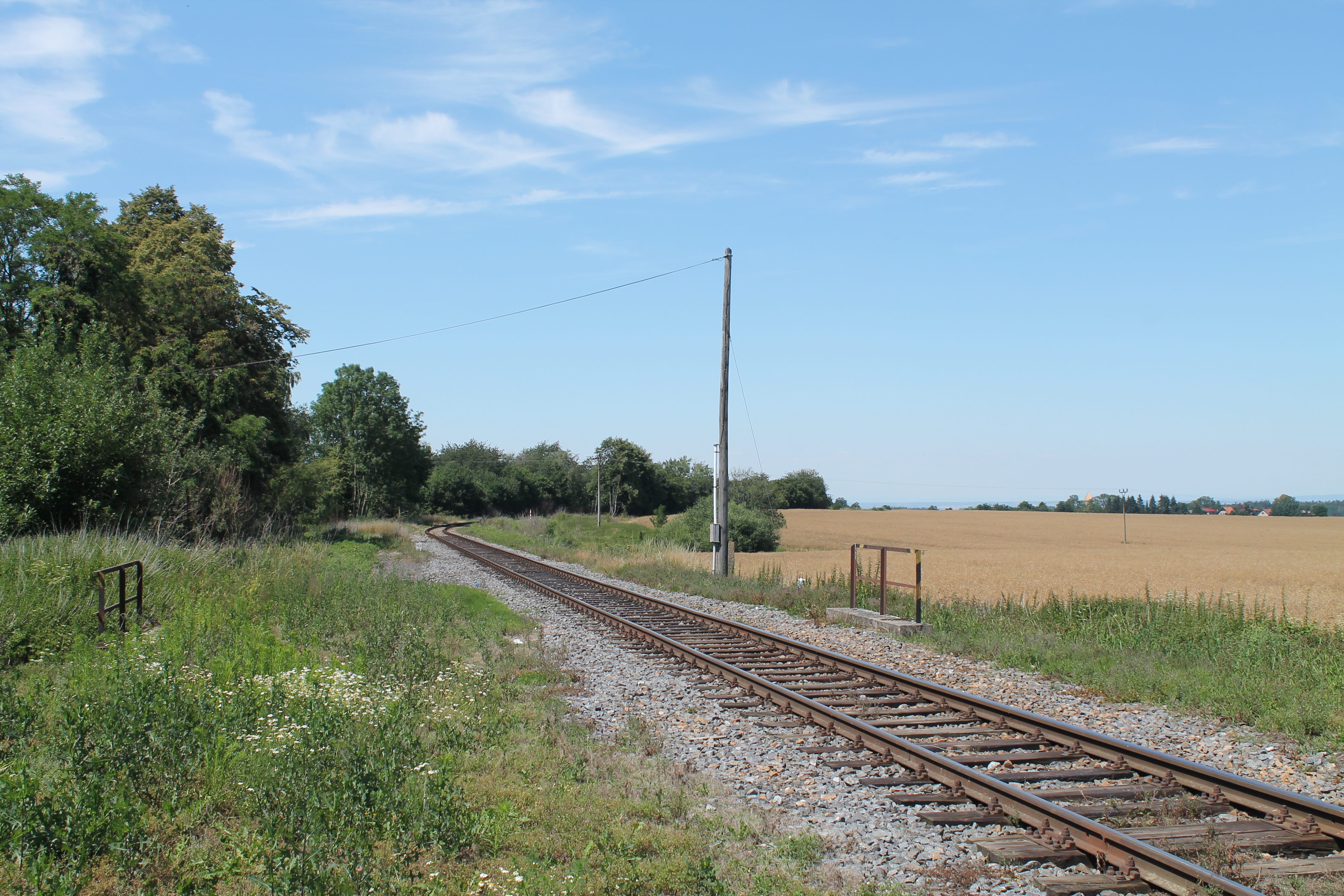
Trať u zastávky Předhradí
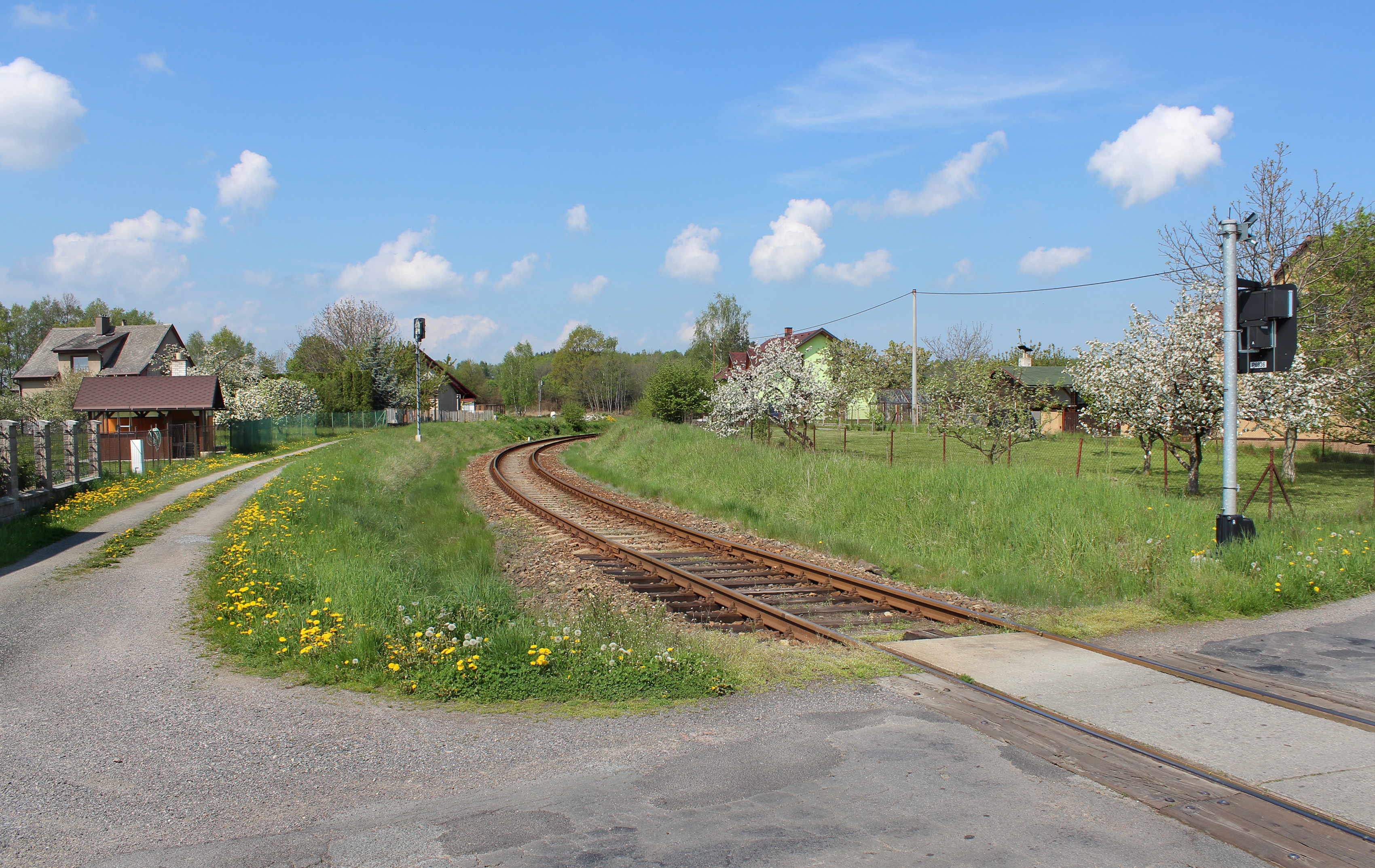
Trať v Radčicích